# Johann Adam von Posch
Freiherr Johann Adam von Posch (baron Jean Adam de Posch) (* 12. Dezember 1722 in Dresden; † 14. Juni 1803 in Breitensee (Wien)), Herr zu Breitensee und Uttendorf, war ab 1782 vorderösterreichischer Regierungspräsident in Freiburg.

## Im Dienste des Kaiserhauses
Johann Adam von Posch hatte seit 1740 im Dienste Kaiser Franz gestanden zunächst als Sekretär, dann 1752 als Conseiller en directeur de la Chambre des Comptes (Berater mit Direktorentitel der Finanzverwaltung) mit einem Gehalt von 3000 fl. und schließlich als supremus administratur Verwalter der kaiserlichen Privatgüter. Zu dieser Tätigkeit vertraute ihm Maria Theresia nach dem Tode ihres Mannes auch die kaiserliche Familienkasse und weitere mit ihrem Hause verbundenen Finanzgeschäfte an. Die Kaiserin schrieb ihm: „Ich sehe in gerne, überall, wo ich bin“. Posch heiratete 1760 Anna Maria von Kienmayer (1735–1804), Tochter des adeligen Handelsherrn und Stadthauptmanns Johann Michael von Kienmayer. 

## Vorderösterreichischer Regierungspräsident
Am 7. April 1782 schrieb Kaiser Joseph II. an den K.K. Hofrat Freiherrn von Posch: „Ich habe Sie in völligem Vertrauen auf den von Ihnen bei verschiedenen Stellen erprobten Diensteifer und Ihre Geschicklichkeit, Redlichkeit und Fleiß zu dem wichtigen vorderösterreichischen Gubernio als Präsidenten ausgewählt und habe Sie zum Geheimen Rat ernannt“. Poschs Vergütung war fürstlich, bekam er doch zu seinem bisherigen Gehalt von 10.000 fl. noch eine Zulage von 5000 fl., während sein Vorgänger Carl von Ulm zu Erbach nur 7000 fl. Gehalt bezogen hatte.
In Poschs Amtszeit fielen die Liberalisierungsbestrebungen Josephs II., deren Durchsetzung bei seinen Untertanen durchweg auf großen Widerstand stießen. So hob von Posch das Relikt des breisgauischen judicium primae instantiae, die Priminstanz oder das Recht des Adels und der Prälaten auf die erste Rechtsinstanz auf und richtete stattdessen am 1. Juli 1782 die vorderösterreichischen Landrechte ein. Des Kaisers Milderung der Pressezensur schuf an der Freiburger Universität ein liberales Klima mit der Herausgabe des Der Freymüthige, eine Zeitschrift, die von dem konservativen Klerus bekämpft wurde.
Mit dem Tode seines Gönners des Kaisers am 20. Februar 1790 waren von Poschs Tage gezählt. Josephs Nachfolger Leopold II. bestimmte am 25. Januar 1791: „Den Freiherrn von Posch will ich Ansehung seines hohen Alters und seiner bisher so nützlich geleisteten Dienst mit dem vollen Gehalt zur Ruhe setzen“. Zum Nachfolger bestimmte der Kaiser Joseph Thaddäus von Sumerau, dessen Onkel Anton Thaddäus der Amtsvorgänger von Ulm zu Erbachs gewesen war.